# 谷川渥
谷川 渥（たにがわ あつし、1948年1月7日 - ）は、日本の美学者・批評家。

## 主要な業績と活動

### 学歴と職歴
1972年、東京大学文学部美学芸術学科を卒業。1978年には同大学院博士課程を修了し、文学博士の学位を取得した。その後、東京大学助手、國學院大學文学部助教授・教授を歴任。海外においては、杭州師範大学客座教授、京都精華大学客員教授などの要職を務めた。

### 研究領域と批評活動
マニエリスムやバロックといった歴史的な美術潮流から、モダニズム、そして現代美術に至るまで、広範な領域を視野に収めた批評活動を展開している。その研究は多岐にわたり、美学原理論、芸術時間論、廃墟論、だまし絵論、シュルレアリスム論、そして独自の視点による「芸術の皮膚論」など、独創的な美学的地平を切り拓いている。

### 社会的活動
美術出版社が発行する『美術手帖』芸術評論において、第12回（2003年）、第13回（2005年）、第14回（2009年）、第15回（2014年）の審査員を務めた。「表層の冒険」というコンセプトのもと、同名の展覧会などを企画。さらに、舞台芸術との多様な関わりを持つなど、その活動は多方面に及んでいる。

## 著作

### 単著
- 『構造と解釈』世界書院、1984年
- 『形象と時間　美的時間論序説』白水社、1986年／講談社学術文庫、1998年
- 『バロックの本箱』北宋社、1991年
- 『表象の迷宮』ありな書房、1992年、新編 1995年
- 『美学の逆説』勁草書房、1993年／ちくま学芸文庫、2003年
- 『鏡と皮膚』ポーラ文化研究所、1994年／ちくま学芸文庫、2001年
- 『見ることの逸楽』白水社、1995年
- 『文学の皮膚』白水社、1996年
- 『幻想の地誌学』トレヴィル、1996年／ちくま学芸文庫、2000年（中国語訳『幻想的地誌学―虚構地図大旅行』邊城出版、2005年）
- 『図説・だまし絵　もうひとつの美術史』 河出書房新社、1999年、新装版2015年
- 『イコノクリティック』北宋社、2000年
- 『芸術をめぐる言葉』美術出版社、2000年 （王凱・王紅訳『芸術的言詞』浙江大学出版社、2013年）
- 『廃墟の美学』集英社新書、2003年
- 『美のバロキスム　芸術学講義』武蔵野美術大学出版局、2006年
- 『芸術をめぐる言葉 II』美術出版社、2006年
  - 『新編 芸術をめぐる言葉』美術出版社、2012年。両著を併せた版
- 『シュルレアリスムのアメリカ』みすず書房、2009年
- 『肉体の迷宮』東京書籍、2009年／ちくま学芸文庫、2013年
- 『書物のエロティックス』右文書院、2014年
- 『幻想の花園　図説 美学特殊講義』 東京書籍、2015年
- 『芸術表層論　批評という物語』 論創社、2017年
- 『カラー版　文豪たちの西洋美術』 河出書房新社、2020年
- 『孤独な窃視者の夢想　日本近代文学のぞきからくり』月曜社、2021年
- 『ローマの眠り　あるいはバロック的遁走』月曜社、2022年
- TRAFITTO DA UNA ROSA, GOG Edizioni, 2022. Kyoko Mino (Translator)
- 『三島由紀夫　薔薇のバロキスム』 ちくま学芸文庫、2023年5月
- 『美学講義　バウムガルテンからグリーンバーグへ』 筑摩選書、2025年5月

### 編著・共著
- 『芸術の記号論』（共著）勁草書房、1983年
- 『記号の劇場』（編著）昭和堂、1988年
- 『講座・20世紀の芸術』（全9巻、共編著）岩波書店、1989-90年
- 『アート・ウォッチング』（監修・共著）美術出版社、1993年
- 『アート・ウォッチングⅡ』（監修・共著）美術出版社、1994年
- 『モンス・デジデリオ画集』（解説）トレヴィル、1995年／エディシオン・トレヴィル（新装版）、2009年
- 『死都ネクロポリス』（解説) トレヴィル、1995年
- 『ユピテル変身譚』（解説）トレヴィル、1995年
- 『澁澤龍彦事典』（共著）平凡社コロナ・ブックス、1996年
- 『廃墟大全』（監修・解説）トレヴィル、1997年／中公文庫、2003年
- 『江戸川乱歩』（共著）平凡社コロナ・ブックス、1998年
- 『芸術理論の現在』（共編著）東信堂、1999年
- 『三島由紀夫の美学講座』（編・解説）ちくま文庫、2000年
- 『絵画の教科書』（監修）日本文教出版、2001年
- 『20世紀の美術と思想』（監修）美術出版社、2002年
- 『イコノエロティシズム―澁澤龍彦美術論集』（編・解説）河出書房新社、2003年
- 『天使たちの饗宴―澁澤龍彦同時代芸術論集』（編・解説）河出書房新社、2003年
- 『芸術の宇宙誌―谷川渥対談集』右文書院、2003年
- 『画狂人ホルスト・ヤンセン』（共著）平凡社、2005年
- 『現代美術の教科書』（共著）美術出版社、2005年
- 『日本の香り』（共著）平凡社、2005年
- 『日本の色』（共著）平凡社、2006年
- 『日本のかたち』（共著）平凡社、2007年
- 『稲垣足穂の世界タルホスコープ』(共著) 平凡社、2007年
- 『絵画の制作学』（共編著）日本文教出版、2007年
- 『日本の美100』（共著）平凡社、2008年
- 『現代アート事典』（共著）美術出版社、2009年
- 『フランスの色』（共著）平凡社、2010年
- 『ベクシンスキ作品集成』（全3巻、解説）エディシオン・トレヴィル、2010年
- 『ヌードの美術史』（共著）美術出版社、2012年
- 『アートの巨匠』（共著）美術出版社、2013年
- 『日本の美女』（共著）平凡社、2013年
- 『イタリアの色』（共著）平凡社、2013年
- 『月岡芳年　血と怪奇の異才絵師』（共著）河出書房新社、2014年
- 『江戸のバロック 日本美術のあたらしい見かた』(監修）河出書房新社、2015年
- 『心に輝く 旅の宝石箱』（共著）交通新聞社、2019年
- 『高畠華宵　大正のロマンとデカダンス』（高畠華宵大正ロマン館編、共著）愛媛新聞サービスセンター、2019年
- 『戯画を楽しむ』（監修）玄光社、2021年12月

### 訳書
- ピエール＝マクシム・シュール『想像力と驚異』白水社、1983年
- エティエンヌ・ジルソン『絵画と現実』（佐々木健一、山縣煕共訳）岩波書店、1985年
- エルンスト・ゴンブリッチ『棒馬考　イメージの読解』（二見史郎、横山勝彦共訳）勁草書房、1988年、完訳版1994年
- ユルギス・バルトルシャイティス『鏡　著作集4』国書刊行会、1994年
- クリスティーヌ・ビュシ＝グリュックスマン『見ることの狂気』ありな書房、1995年
- アンドレ・ブルトン『魔術的芸術』（巌谷國士監修、星埜守之、鈴木雅雄共訳）河出書房新社、1997年、普及版2002年、新版2017年
- ガブリエーレ・ファール＝ベッカー『アール・ヌーヴォー』（監訳）koenemann、2001年
- エリー・フォール『美術史4 近代美術I』（水野千依共訳）国書刊行会、2007年
- アニエス・ジアール『愛の日本史 創世神話から現代の寓話まで』国書刊行会、2018年
- ロザリンド・クラウス『視覚的無意識』（小西信之共訳）月曜社、2019年
- ロザリンド・クラウス『アヴァンギャルドのオリジナリティ  モダニズムの神話』（小西信之共訳）月曜社、2021年

## 「舞台」関係
- 中嶋夏+霧笛舎　舞踏公演「さようであるならば、さようなら」トーク・イヴェント「美術と舞踏」森下隆×中嶋夏×谷川渥『表層の冒険-抽象のバロキスム』展企画2021年3月27日　片柳学園ギャラリー鴻
- 「和栗由紀夫 魂の旅」実行委員会代表 東京ドイツ文化センター 2018年4月21日
- 公演「KUROZUKA 闇の光」舞踊：舘形比呂一　脚本・構成：谷川渥　音楽：落合敏行　企画・美術：渡邊晃一　振付：加賀屋香　照明：浦住忍　舞台監督：佐藤善美（株式会社ライト・ヴァージ）2016年9月9・10日　安達ヶ原ふるさと村　農村生活館
- 舞踏：新企画に向けて「メメメの芽-未生の彼方へ」2016年1月10日 東京両国シアターX
- 和栗由紀夫＋好善社　舞踏公演「肉体の迷宮」原作：谷川渥　振付・構成：和栗由紀夫、関典子　2010年12月3・4日　日暮里サニー・ホール
- 「「廃墟」をめぐるイメージ―壮大な思考実験の場としての可能性―」NYLON100℃　35th SESSION　『2番目、或いは3番目』作・演出：ケラリーノ・サンドロヴィッチ2010年6月21日～7月19日　下北沢本多劇場　他
- 21世紀ギリシア芝居「エウメニデス」原作：アイスキュロス　構成・演出：ルティ・カネル　翻訳：谷川渥2007年9月14日～22日　東京両国シアターX
- 「三島由紀夫と音楽―「志賀寺上人の恋」の舞台化をめぐって」ミュージック・シアター浄土　日本初演　愛知県芸術劇場小ホール　2005年1月28.29日
- 「浄土」―楽興の時AICHI ARTS CENTER No.43　2005年2月
- 和栗由紀夫＋好善社　舞踏公演「幻想の地誌学Ⅱ」原作：谷川渥　振付・構成：和栗由紀夫　2002年12月5日～7日　六本木オリベホール
- 「春の祭典」讃H・アール・カオス　大友直人指揮名古屋フィル　愛知県芸術劇場大ホール　1999年5月28日AICHI ARTS CENTER  No.29　1999年10月
- 「肖像はどう変貌するか」郡司正勝・案　　大野慶人・舞踏「ドリアン・グレイの最後の肖像」1999年4月13日～15日　東京両国シアターX
- 和栗由紀夫＋好善社　舞踏公演「幻想の地誌学」原作：谷川渥　美術：吉江庄蔵　振付：和栗由紀夫　1998年3月9日～11日　東京両国シアターX
- 「舞踏の原母のために」元藤あき（火へんに華）子　舞踏公演「MYTHOLOGIA（神話）」1997年7月4日～6日　土方巽記念館　アスベスト館
- 「美術表現におけるからだ」トーク・ゲスト：谷川渥　パフォーマンス：和栗由紀夫・吉江庄蔵　コーディネーター：萩原朔美1995年1月27日愛知芸術文化センターAICHI ARTS CENTER No.12 1995年4月